# ساختمان بهداری
ساختمان بهداری مربوط به دوره پهلوی است و در بابلسر، مرکز شهر واقع شده و این اثر در تاریخ ۳۰ خرداد ۱۳۵۸ با شمارهٔ ثبت ۱۵۳۱ به‌عنوان یکی از آثار ملی ایران به ثبت رسیده است.